# Wilhelm Denninghoff

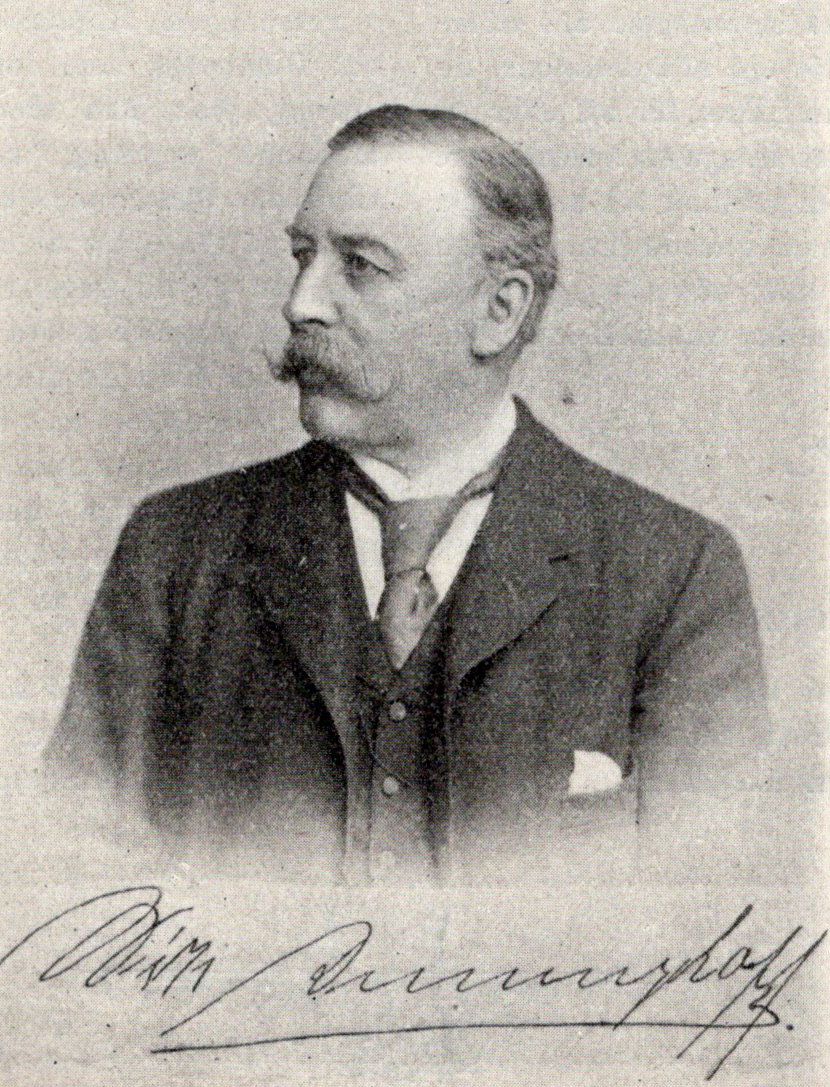
Wilhelm Denninghoff

Wihelm Denninghoff, född 5 februari 1832 i Halver, Westfalen, död 7 februari 1905 i Göteborg, var en svensk grosshandlare, verksam i Göteborg.

## Biografi
Fadern var prost i Westfalen. Denninghoff fick efter avslutad skolgång anställning på handelskontor i Köln där han blev kvar i fem år. Han invandrade till Sverige 1854 och blev svensk medborgare. 
År 1863 började han sin egen affärsverksamhet tillsammans med kompanjonen G. Schmidt under firmanamnet G. Schmidt & Co, vilken fortsattes 1873 med grosshandelsfirman Wilh. Denninghoff, först belägen vid Östra Hamngatan 16 i Göteborg. Firman flyttade 1882 sin verksamhet till fastigheten Östra Hamngatan 40, som Denninghoff lät uppföra. Det revs redan 1898 i samband med att Arkaden byggdes. Firman utvecklade han till en ledande ställning inom järnmanufakturbranschen. Efter hans död övertog hustrun importgrossiströrelsen. 
År 1917 ombildades grossistfirman till aktiebolag. Från 1931 fanns verksamheten på Spannmålsgatan 20-22. År 1928 öppnades ett avdelningskontor på Dannemoragatan 18 i Stockholm. Denninghoff representerade som generalagent flera tyska, brittiska och amerikanska fabriker. 
År 1888 köpte Denninghoff Gunnebo slott utanför Mölndal och uppförde en större sommarbostad, Villa Denninghoff, på slottets ägor. Han är begravd på Östra kyrkogården, Göteborg. På gravvården står: "Älskad i lifvet. Saknad i döden."